# Eusebio Dávalos Hurtado
Eusebio Dávalos Hurtado (Ciudad de México, 24 de marzo de 1909 - 27 de enero de 1968) fue un médico homeópata, antropólogo físico y servidor público mexicano. 
Durante su gestión al frente del INAH, promovió la identidad nacional mexicana, el resguardo del patrimonio cultural y la modernización museográfica, a través de la construcción de museos como el Museo Nacional de Antropología, el Museo Nacional del Virreinato, el Museo Nacional de las Culturas y la Galería de Historia (conocido popularmente como Museo El Caracol).

## Biografía
Fue hijo de Crecencio Dávalos Corona, originario de Jalisco y de María Leonila Hurtado, hija de los dueños de un almacén en la Ciudad de México.
Se graduó como médico homeópata, cirujano y partero en el Instituto Politécnico Nacional en 1938 con la tesis profesional Contribución al estudio del Pyrogenium, un producto biológico utilizado en la terapéutica homeopática. 
Fue el primer graduado de la licenciatura en antropología física de la Escuela Nacional de Antropología e Historia. Se graduó con honores con la tesis de maestría  La deformación craneana entre los tlatelolcas. Estudió entre 1945 y 1946 becado en el Instituto de Etnología de la Universidad de París y en el Musée de l’Homme, en donde fue colaborador de Paul Rivet.
Fue director del INAH entre 1957 y 1968, destacando entre sus acciones la promoción de nuevas legislaciones en favor de la conservación del patrimonio cultural de Mesoamérica, así como gestiones para la construcción de los que son actualmente importantes recintos museográficos mexicanos como el Museo Nacional de Antropología, lo cual consiguió en 1964.
Estudió, entre otros restos, los de Hernán Cortés y los atribuidos por Eulalia Guzmán a Cuauhtémoc. Murió prematuramente a los 58 años de edad en el Centro Médico del Instituto Mexicano del Seguro Social.

## Obras
- Temas selectos de antropología física (1965)

## Reconocimientos
En su honor, la Biblioteca Nacional de Antropología e Historia y el Museo de la Escultura Mexica de Santa Cecilia Acatitlán, en Tlalnepantla, llevan su nombre.